# Cheyenne County, Kansas
Cheyenne County är ett administrativt område i delstaten Kansas, USA, med 2 726 invånare. Den administrativa huvudorten (county seat) är St. Francis.

## Geografi
Enligt United States Census Bureau har countyt en total area på 2 644 km². 2 641 km² av den arean är land och 2 km² är vatten.

### Angränsande countyn
- Dundy County, Nebraska - nord
- Rawlins County - öst
- Sherman County - syd
- Kit Carson County, Colorado - sydväst
- Yuma County, Colorado - väst

### Orter
- Bird City
- St. Francis (huvudort)